# Pinus jaliscana
Pinus jaliscana ist ein immergrüner Nadelbaum aus der Gattung der Kiefern (Pinus) mit meist in Bündeln zu fünft wachsenden, 12 bis 18 Zentimeter langen Nadeln und 6 bis 8,5 Zentimeter langen Samenzapfen. Das natürliche Verbreitungsgebiet liegt im mexikanischen Bundesstaat Jalisco. Die Art wird in der Roten Liste der IUCN als gering gefährdet eingestuft. 

## Beschreibung

### Erscheinungsbild
Pinus jaliscana wächst als immergrüner, meist 25 bis 30 Meter, selten bis 35 Meter hoher Baum. Der Stamm ist gerade und erreicht einen Brusthöhendurchmesser von 60 bis 80, selten bis 100 Zentimeter. Die Stammborke ist dick, rau und schuppig und gliedert sich in rötliche bis graubraune, längliche, unregelmäßige Platten und flache Risse. Die Äste stehen meist waagrecht oder aufsteigend, die Äste höherer Ordnung sind dünn, biegsam, etwas hängend und bilden eine runde, eher offene Krone. Junge Triebe sind glatt, anfangs orange-braun und später graubraun.

### Knospen und Nadeln
Die vegetativen Knospen sind nicht harzig und eiförmig-länglich bis konisch. Endständige Knospen sind 10 bis 15 Millimeter lang, seitständige Knospen sind kleiner und eiförmig-spitz. Die als Knospenschuppen ausgebildeten Niederblätter sind klein, pfriemförmig und haben eine zurückgebogene Spitze. Die Nadeln wachsen meist zu fünft, seltener zu viert oder zu dritt in einer hellbraunen, unter Witterungseinfluss hellgrauen, anfangs 15 Millimeter langen und sich später auf 8 bis 10 Millimeter verkürzenden, bleibenden Nadelscheide. Die Nadeln sind hellgrün bis gelblich grün, dünn, weich, gerade oder leicht hängend, 12 bis 18 selten bis 22 Zentimeter lang und ab 0,5 meist 0,6 bis 0,8 Millimeter dick. Der Nadelrand ist sehr fein gesägt, das Ende spitz. Auf allen Nadelseiten gibt es manchmal nur undeutliche  Spaltöffnungsstreifen. Es werden meist zwei bis vier selten ein oder fünf Harzkanäle gebildet. Die Nadeln bleiben zwei bis drei Jahre am Baum.

### Zapfen und Samen
Die Pollenzapfen sind anfangs purpurn gelb und später hellbraun, eiförmig-länglich bis zylindrisch, 1,2 bis 1,8 Zentimeter lang bei Durchmessern von 5 bis 6 Millimetern. Die Samenzapfen wachsen einzeln oder in Wirteln von zwei bis drei nahe den Enden der Zweige auf starken, 7 bis 15 Millimeter langen, gebogenen Stielen, die mit dem Zapfen abfallen. Ausgewachsene Zapfen sind geschlossen eiförmig-länglich bis eiförmig-verschmälert und geöffnet mit schiefer Basis, meist 6 bis 8,5 Zentimeter, selten ab 4,5 und bis 9,8 Zentimeter lang, bei Durchmessern ab 3 meist von 4 bis 5 und selten bis 6 Zentimetern. Die 135 bis 150 Samenschuppen sind länglich, gerade oder etwas zurückgebogen und dick holzig. Die Apophyse ist leicht erhöht bis gewölbt, quer gekielt, im Umriss rhombisch bis fünfeckig, manchmal mit einem gekerbten oberen Rand, radial gestreift und glänzend ockerfarben bis hellbraun. Der Umbo liegt dorsal, er ist flach bis leicht erhöht und mit einem kleinen, abfallenden Stachel bewehrt. Die Samen sind verkehrt-eiförmig, etwas abgeflacht, 3,5 bis 6 Millimeter lang, 2 bis 3,5 Millimeter breit und dunkel graubraun. Die Samenflügel sind schief eiförmig-länglich, 13 bis 17 Millimeter lang und 6 bis 8 Millimeter breit, gelblich, durchscheinend mit einer grauen oder schwarzen Tönung.

## Verbreitung, Ökologie und Gefährdung
Das natürliche Verbreitungsgebiet von Pinus jaliscana liegt in Mexiko im Bundesstaat Jalisco im nordwestlichen Teil der Sierra Madre del Sur auf den zum Pazifik gerichteten Hängen hauptsächlich in der Sierra de Cuale.
Pinus jaliscana wächst in Höhen von 800 bis 1200, selten bis 1650 Metern in gebirgigen Lagen auf tiefgründigen, sauren Böden auf Granitgestein. Das Klima ist subtropisch mit einer fünf bis sechs Monate dauernden Trockenzeit von Dezember bis Mai und einer mittleren jährlichen Niederschlagsmenge von 1000 bis 1500 Millimetern. Das Verbreitungsgebiet wird der Winterhärtezone 9 zugerechnet mit mittleren jährlichen Minimaltemperaturen zwischen -6,6° und -1,2° Celsius (20 bis 30° Fahrenheit). Die Art wächst in Kiefernwäldern und Mischwäldern aus Kiefern und Eichen. Man findet sie zusammen mit Pinus maximinoi und Pinus oocarpa, in etwas höherer lage mit Pinus douglasiana, daneben verschiedenen Eichenarten und Clusia salvinii.
In der Roten Liste der IUCN wird Pinus jaliscana als gering gefährdet („Lower Risk/near threatened“) eingestuft. Es wird jedoch darauf hingewiesen, dass eine Neubeurteilung notwendig ist.

## Systematik
Pinus jaliscana ist eine Art aus der Gattung der Kiefern (Pinus), in der sie der Untergattung Pinus, Sektion Trifoliae und Untersektion Australes zugeordnet ist. Sie wurde erst 1983 von Jorge Pérez de la Rosa in Phytologia erstmals wissenschaftlich beschrieben. Der Gattungsname Pinus wurde schon von den Römern für mehrere Kiefernarten verwendet. Das Artepitheton jaliscana verweist auf den mexikanischen Bundesstaat Jalisco, in dem die Art gefunden wurde. Synonyme der Art sind Pinus macvaughii Carvajal, Pinus oocarpa var. macvaughii (Carvajal) Silba und Pinus patula var. jaliscana (Pérez de la Rosa) Silba.
Pinus jaliscana ist eine nahe Verwandte der weiter verbreiteten Pinus herrerae, die in den Gebirgen im westlichen Mexiko vorkommt, und von Pinus patula aus den Bergen im östlichen Mexiko. Man kann sie durch die Lage der Harzkanäle von Pinus herrerae unterscheiden, bei der die Harzkanäle das mittig verlaufende Leitbündel berühren, jedoch nicht die Nadeloberfläche, und sich die basal liegenden Zapfenschuppen der Samenzapfen weit öffnen.

## Verwendung
Es ist keine besondere Verwendung der Art bekannt. Das Holz wird zusammen mit dem anderer Kiefern genutzt. Sie wird nicht gärtnerisch verwendet.